# St. Marie Peak
St. Marie Peak är en bergstopp i Antarktis. Den ligger i Östantarktis. Nya Zeeland gör anspråk på området. Toppen på St. Marie Peak är 100 meter över havet.
Terrängen runt St. Marie Peak är huvudsakligen platt, men den allra närmaste omgivningen är varierad. Trakten är obefolkad. Det finns inga samhällen i närheten. 